# Miles de Courtenay
Miles de Courtenay (ou Milon de Courtenay, ou encore Milo de Courtenay), mort après 1145,, est le troisième seigneur de Courtenay.

## Famille
Il est le fils aîné de Josselin, seigneur de Courtenay et de sa seconde épouse, Élisabeth (ou Isabelle) de Montlhéry. 
D'après le Europäische Stammtafeln, il contracte un premier mariage pour lequel la source primaire n'a pas été identifiée ; il épouse ensuite, avant 1110 à 1116, Elisabeth de Nevers, fille du comte Renaud II de Nevers, dont :
- Guillaume de Courtenay (-[1147/48])[1],[n 2], quatrième seigneur de Courtenay, successeur de Miles ; il meurt pendant le voyage vers la Terre-Sainte où il se rendait pour participer à la Deuxième croisade[3] ;
- Joscelin de Courtenay (-†[avant 1148])[1],[n 2] ;
- Renaud[1] (°entre 1105 et 1120 - †27 sept 1194 ?)[4],[n 2], successeur de son frère Guillaume. De sa fille aînée Élisabeth, épouse de Pierre de France fils cadet du roi Louis VI, est issue la maison capétienne de Courtenay[3].

Vers 1124, il fonde l'abbaye cistercienne de Fontaine-Jean, où il est inhumé ainsi que ses successeurs.